# 264 a.C.
Il 264 a.C. (CCLXIV a.C. in numeri romani) è un anno  del III secolo a.C.

## Eventi
- Roma
  - consoli Appio Claudio C.f. Caudex, M. Fulvio Q.f. Flacco
  - Fondazione di Isernia come colonia latina.
  - costruzione del Tempio di Vertumno sull'Aventino.
  - Inizia la prima guerra punica: su consiglio dei Mamertini (entrati nella Lega Italica), Appio Claudio Caudice conquista Messina.
  - i primi giochi gladiatori di cui si ha notizia: tre paia di gladiatori, durante i funerali in onore di Giunio Bruto Pera nel Foro Boario.
  - distruzione della città etrusca di Orvieto ad opera del console Marco Fulvio Flacco e deportazione a Bolsena
- In Bitinia il re Nicomede I fonda Nicomedia, la futura İzmit, e ne fa la capitale del suo regno.

## Morti
- Zenone di Cizio, filosofo (o 263 a.C.)